# Рибейринья (Рибейра-Гранде)
Рибейринья (порт. Ribeirinha) — район (фрегезия) в Португалии, входит в округ Азорские острова. Расположен на острове Сан-Мигел. Является составной частью муниципалитета Рибейра-Гранде. Население составляет 2124 человека на 2001 год. Занимает площадь 17,75 км².
Покровителем района считается Иисус Христос (порт. Santíssimo Salvador do Mundo).